# Mirococcopsis longipilosa
Mirococcopsis longipilosa är en insektsart som beskrevs av Matesova 1981. Mirococcopsis longipilosa ingår i släktet Mirococcopsis och familjen ullsköldlöss.
Artens utbredningsområde är Kazakstan. Inga underarter finns listade i Catalogue of Life.